# Női 50 méteres mellúszás a 2011-es úszó-világbajnokságon
A női 50 méteres mellúszást a 2011-es úszó-világbajnokságon július 30-án és 31-én rendezték meg, előbbin az selejtezőket és az elődöntőket, másnap a döntőt. A versenyen 33 ország 38 versenyzője kapott indulási jogot.
A versenyszám két esélyese a címvédő orosz Julija Jefimova és a világcsúcstartó amerikai Jessica Hardy volt, kettejük csatájából végül az amerikai versenyző nyerte a világbajnokságot.

## Rekordok
|                     | Név             | Nemzetiség | Idő   | Helyszín    | Dátum              |
| ------------------- | --------------- | ---------- | ----- | ----------- | ------------------ |
| Világrekord         | Jessica Hardy   | USA        | 29.80 | Federal Way | 2009. augusztus 7. |
| Világbajnoki rekord | Julija Jefimova | RUS        | 30.09 | Róma        | 2009. augusztus 2. |

## Érmesek
| Arany                                     | Ezüst                         | Bronz                                    |
| Amerikai Egyesült Államok · Jessica Hardy | Oroszország · Julija Jefimova | Amerikai Egyesült Államok · Rebecca Soni |

## Eredmény

### Selejtezők
36 versenyző 5 futamban úszott.
| Helyezés | Selejtező | Pálya | Név                     | Nemzetiség | Idő   | Megj. |
| -------- | --------- | ----- | ----------------------- | ---------- | ----- | ----- |
| 1        | 5         | 4     | Jessica Hardy           | USA        | 30.20 | Q     |
| 2        | 3         | 4     | Julija Jefimova         | RUS        | 30.72 | Q     |
| 2        | 4         | 5     | Rebecca Soni            | USA        | 30.72 | Q     |
| 4        | 5         | 3     | Jennie Johansson        | SWE        | 30.89 | Q, NR |
| 5        | 5         | 5     | Leisel Jones            | AUS        | 30.93 | Q     |
| 6        | 4         | 4     | Leiston Pickett         | AUS        | 31.07 | Q     |
| 7        | 4         | 3     | Rebecca Ejdervik        | SWE        | 31.19 | Q     |
| 8        | 3         | 3     | Kate Haywood            | GBR        | 31.30 | Q     |
| 9        | 3         | 6     | Liu Xiaoyu              | CHN        | 31.32 | Q     |
| 10       | 4         | 6     | Moniek Nijhuis          | NED        | 31.40 | Q     |
| 10       | 5         | 6     | Zhao Jin                | CHN        | 31.40 | Q     |
| 12       | 5         | 7     | Petra Chocova           | CZE        | 31.41 | Q     |
| 13       | 5         | 8     | Sycerika McMahon        | IRL        | 31.49 | Q, NR |
| 14       | 4         | 7     | Rikke Pedersen          | DEN        | 31.65 | Q     |
| 15       | 3         | 8     | Suzaan van Biljon       | RSA        | 31.96 | Q     |
| 16       | 3         | 1     | Jane Trepp              | EST        | 32.00 | Q     |
| 17       | 5         | 1     | Erla Haraldsdottir      | ISL        | 32.10 |       |
| 18       | 3         | 7     | Stephanie Spahn         | SUI        | 32.14 |       |
| 19       | 2         | 5     | Danielle Beaubrun       | LCA        | 32.27 | NR    |
| 20       | 4         | 8     | Loh Christina           | MAS        | 32.29 |       |
| 21       | 3         | 2     | Kim Dal-Eun             | KOR        | 32.43 |       |
| 22       | 4         | 1     | Anastasia Christoforou  | CYP        | 32.69 |       |
| 23       | 2         | 6     | Ivana Ninkovic          | BIH        | 32.86 |       |
| 24       | 2         | 3     | Lei On Kei              | MAC        | 32.90 |       |
| 25       | 2         | 4     | Patricia Casellas       | PUR        | 33.62 |       |
| 26       | 2         | 2     | Jamila Lunkuse          | UGA        | 36.65 |       |
| 27       | 2         | 1     | Mariana Henriques       | ANG        | 37.23 |       |
| 28       | 2         | 7     | Oksana Hatamkhanova     | AZE        | 37.94 |       |
| 29       | 1         | 4     | Guedia Mouafo           | CMR        | 40.15 |       |
| 30       | 1         | 5     | Angelika Sita Ouedraogo | BUR        | 40.93 |       |
| 31       | 2         | 8     | Dede Camara             | GUI        | 44.44 |       |
| 32       | 1         | 6     | Vilayphone Vongphachanh | LAO        | 46.37 |       |
| 33       | 1         | 2     | Angele Gbenou           | BEN        | 46.90 |       |
| 34       | 1         | 7     | Nafissa Adamou          | NIG        | 51.24 |       |
| –        | 3         | 5     | Dorothea Brandt         | GER        |       | DNS   |
| –        | 4         | 2     | Jillian Tyler           | CAN        |       | DNS   |
| –        | 5         | 2     | Satomi Suzuki           | JPN        |       | DNS   |
| –        | 1         | 3     | Ingrid Outtara          | BUR        |       | DSQ   |

### Elődöntők

#### Első elődöntő
| Helyezés | Pálya | Név              | Nemzetiség | Idő   | Megj. |
| -------- | ----- | ---------------- | ---------- | ----- | ----- |
| 1        | 4     | Julija Jefimova  | RUS        | 30.81 | Q     |
| 2        | 3     | Leiston Pickett  | AUS        | 30.96 | Q     |
| 3        | 5     | Jennie Johansson | SWE        | 31.16 | Q     |
| 4        | 2     | Moniek Nijhuis   | NED        | 31.40 | Q     |
| 5        | 6     | Kate Haywood     | GBR        | 31.43 |       |
| 6        | 7     | Petra Chocova    | CZE        | 31.75 |       |
| 7        | 1     | Rikke Pedersen   | DEN        | 32.07 |       |
| 8        | 8     | Jane Trepp       | EST        | 32.33 |       |

#### Második elődöntő
| Helyezés | Pálya | Név               | Nemzetiség | Idő   | Megj. |
| -------- | ----- | ----------------- | ---------- | ----- | ----- |
| 1        | 4     | Jessica Hardy     | USA        | 30.40 | Q     |
| 2        | 5     | Rebecca Soni      | USA        | 30.74 | Q     |
| 3        | 3     | Leisel Jones      | AUS        | 31.14 | Q     |
| 4        | 6     | Rebecca Ejdervik  | SWE        | 31.41 | Q     |
| 5        | 7     | Zhao Jin          | CHN        | 31.46 |       |
| 6        | 2     | Liu Xiaoyu        | CHN        | 31.50 |       |
| 7        | 1     | Sycerika McMahon  | IRL        | 31.83 |       |
| 8        | 8     | Suzaan van Biljon | RSA        | 31.97 |       |

### Döntő
| Helyezés  | Pálya | Név              | Nemzetiség | Idő   | Megj. |
| --------- | ----- | ---------------- | ---------- | ----- | ----- |
| Aranyérem | 4     | Jessica Hardy    | USA        | 30.19 |       |
| Ezüstérem | 3     | Julija Jefimova  | RUS        | 30.49 |       |
| Bronzérem | 5     | Rebecca Soni     | USA        | 30.58 |       |
| 4         | 6     | Leiston Pickett  | AUS        | 30.74 |       |
| 5         | 7     | Jennie Johansson | SWE        | 30.89 | =NR   |
| 6         | 2     | Leisel Jones     | AUS        | 31.01 |       |
| 7         | 1     | Moniek Nijhuis   | NED        | 31.33 |       |
| 8         | 8     | Rebecca Ejdervik | SWE        | 31.45 |       |